# Faye-l'Abbesse

Faye-l'Abbesse este o comună în departamentul Deux-Sèvres, Franța. În 2009 avea o populație de 1,040 de locuitori.